# Алмена (містечко, Вісконсин)
Алмена (англ. Almena) — місто (англ. town) в США, в окрузі Беррон штату Вісконсин. Населення — 858 осіб (2010).

## Демографія
Згідно з переписом 2010 року, у місті мешкало 858 осіб у 358 домогосподарствах у складі 260 родин. Було 726 помешкань
Расовий склад населення:
| - 98,0 % — білих - 0,6 % — корінних американців - 0,2 % — азіатів - 0,1 % — чорних або афроамериканців |

До двох чи більше рас належало 0,3 %. Частка іспаномовних становила 0,7 % від усіх жителів.
За віковим діапазоном населення розподілялося таким чином: 18,2 % — особи молодші 18 років, 60,2 % — особи у віці 18—64 років, 21,6 % — особи у віці 65 років та старші. Медіана віку мешканця становила 48,3 року. На 100 осіб жіночої статі у місті припадало 121,1 чоловіків;  на 100 жінок у віці від 18 років та старших — 111,4 чоловіків також старших 18 років.
Середній дохід на одне домашнє господарство  становив 79 343 долари США (медіана — 59 306), а середній дохід на одну сім'ю — 87 614 долари (медіана — 63 214). Медіана доходів становила 46 250 доларів для чоловіків та 30 500 доларів для жінок. За межею бідності перебувало 9,9 % осіб, у тому числі 25,5 % дітей у віці до 18 років та 5,8 % осіб у віці 65 років та старших.
Цивільне працевлаштоване населення становило 317 осіб. Основні галузі зайнятості: виробництво — 30,0 %, освіта, охорона здоров'я та соціальна допомога — 20,2 %, сільське господарство, лісництво, риболовля — 11,7 %, мистецтво, розваги та відпочинок — 10,1 %.